# Mecosaspis dives
Mecosaspis dives är en skalbaggsart som först beskrevs av Francis Polkinghorne Pascoe 1888.  Mecosaspis dives ingår i släktet Mecosaspis och familjen långhorningar.
Artens utbredningsområde är Moçambique. Inga underarter finns listade i Catalogue of Life.